# 인공지능과 머신러닝
다음은 인공지능과 머신러닝에 관한 설명이다.

## 개요
인공지능(Artificial Intelligence, AI)은 기계가 인간의 지능과 같은 작업을 수행할 수 있도록 하는 기술이다. 이를 위해 인간의 학습, 추론, 문제 해결 능력 등을 모방하려고 노력한다. 머신러닝(Machine Learning, ML)은 인공지능의 한 분야로, 데이터를 이용하여 컴퓨터가 스스로 학습하고 지능적인 작업을 수행하도록 하는 기술이다.

## 역사
인공지능의 역사는 1950년대로 거슬러 올라간다. 1956년에는 다트머스 회의가 열려 인공지능 분야의 연구와 개발이 시작되었다. 그 후, 인공신경망, 전문가 시스템, 유전 알고리즘 등 다양한 인공지능 기술이 개발되었으며, 2010년대 이후로는 딥러닝(Deep Learning)이 대세가 되어 인공지능 기술이 급격하게 발전하고 있다.
머신러닝은 1950년대부터 연구되어 왔지만, 대규모 데이터와 컴퓨팅 파워의 발전으로 함께 성장하며 빠르게 발전해왔다. 1990년대부터 지도학습(Supervised Learning), 비지도학습(Unsupervised Learning), 강화학습(Reinforcement Learning) 등의 다양한 머신러닝 알고리즘이 개발되었다.

## 적용 분야
인공지능과 머신러닝은 다양한 분야에서 적용되고 있다. 예를 들어, 음성인식, 이미지 분석, 자연어 처리, 자율주행 등에 활용된다. 의료 분야에서는 질병 진단이나 약물 개발에 인공지능과 머신러닝을 활용하고, 금융 분야에서는 사기 탐지나 신용 평가에 사용된다. 또한, 인공지능과 머신러닝을 이용한 예측 분석 기술은 비즈니스 분야에서 예측 모델링, 고객 이탈 예방, 마케팅 등에 활용되고 있다.

## 인공지능과 머신러닝의 한계
인공지능과 머신러닝 모델은 학습 데이터에 따라 결과가 크게 달라질 수 있으며, 데이터가 편향되어 있을 경우에는 잘못된 결정을 내릴 가능성이 있다. 또한, 머신러닝 알고리즘은 학습 데이터에 대한 정확도가 높을수록 더욱 높은 성능을 발휘할 수 있다. 따라서, 데이터의 품질과 양이 매우 중요하다.
또한, 인공지능과 머신러닝 모델은 학습된 데이터 범위 내에서만 작동한다. 새로운 상황이나 문제에 대해서는 학습되지 않은 데이터를 처리할 수 없다. 따라서, 기존의 데이터로만 학습된 모델이 새로운 데이터에 대해서는 부적절하게 작동할 수 있다.
또한, 인공지능과 머신러닝 모델의 해석이 어렵다. 따라서, 모델이 내린 결정에 대한 이유를 파악하기 어렵다. 이는 모델의 신뢰성과 신뢰도에 영향을 미친다.
마지막으로, 인공지능과 머신러닝 모델의 개발 및 유지보수 비용이 높은 것이 문제이다. 특히, 대규모 데이터를 처리해야 하는 경우에는 컴퓨팅 파워와 인력 등의 비용이 많이 필요하다. 이는 소규모 기업이나 개인이 인공지능과 머신러닝 기술을 활용하기 어렵게 만든다.

## 최근 동향
인공지능과 머신러닝 기술은 지속적으로 발전하고 있다. 특히, 딥러닝과 강화 학습 기술은 머신러닝의 성능을 더욱 향상 시켰다. 이러한 기술의 발전으로 인해, 음성 인식, 이미지 분석, 자연어 처리, 자율주행 등 다양한 분야에서 인공지능과 머신러닝 기술이 활용되고 있다.
인공지능과 머신러닝 기술은 다른 분야와의 융합을 통해 더욱 발전하고 있다. 예를 들어, 의료 분야에서는 인공 지능과 머신러닝을 이용하여 질병 진단 및 예측, 의료 영상 분석 등을 수행하고 있다. 또한, 금융 분야에서는 인공지능과 머신러닝을 이용하여 사기 탐지, 대출 승인 등을 수행하고 있다.
인공지능과 머신러닝 기술의 발전은 새로운 윤리적 및 안전 문제를 제기하고 있다. 예를 들어, 인공지능 기술을 이용한 자동화 기술이 일자리를 대체할 가능성이 있고, 인공지능이 발생시키는 결정의 공정성과 책임성 문제가 제기되고 있다. 또한, 인공지능의 안전성 문제도 제기 되고 있으며, 인공지능의 악용 가능성에 대한 우려도 존재한다.
인공지능과 머신러닝 기술의 활용을 위해서는 관련 인력들의 교육과 인프라 개선이 필요하다. 특히, 인공지능과 머신러닝 기술을 활용한 실전 프로젝트 경험을 쌓는 것이 중요하다. 또한, 인공지능 기술의 개발 및 활용을 위한 환경을 조성해야 한다.

## 결론
인공지능과 머신러닝의 발전은 동시에 다양한 도전 과제를 내포하고 있다. 기술적으로는 더욱 정교하고 효과적인 모델과 알고리즘을 개발하는 것이 중요하지만, 그만큼 이를 적용하는 윤리적인 책임과 법적인 제한도 고려되어야 한다.
또한, 인공지능과 머신러닝은 사람들의 일자리와 생활에 큰 영향을 미치고 있다. 이에 따라 인공지능과 머신러닝의 발전과 함께 일자리 교육 및 전문성 강화, 규제와 윤리적인 문제에 대한 논의와 대응 등 다양한 사회적인 문제들도 함께 고민 되어야 한다.
그러므로 인공지능과 머신러닝은 기술적인 발전 뿐만 아니라 사회적, 경제적, 법적인 측면에서도 고려되어야 하며, 이를 위해서는 다양한 분야의 전문가들과 협력하여 지속적인 논의와 대화가 이루어져야 한다.

## 참고문헌
1. Russel, Stuart; Norvig, Peter (2010). Artificial Intelligence: A Modern Approach (3rd ed.). Upper Saddle River, NJ: Prentice Hall. ISBN 978-0136042594.
2. Goodfellow, Ian; Bengio, Yoshua; Courville, Aaron (2016). Deep Learning. MIT Press. ISBN 978-0262035613.
3. Murphy, Kevin P. (2012). Machine Learning: A Probabilistic Perspective. MIT Press. ISBN 978-0262018029.
4. Domingos, Pedro (2015). The Master Algorithm: How the Quest for the Ultimate Learning Machine Will Remake Our World. Basic Books. ISBN 978-0465065707.
5. Bishop, Christopher M. (2006). Pattern Recognition and Machine Learning. Springer. ISBN 978-0387310732.
6. Alpaydin, Ethem (2010). Introduction to Machine Learning. MIT Press. ISBN 978-0262012430.
7. Hastie, Trevor; Tibshirani, Robert; Friedman, Jerome (2009). The Elements of Statistical Learning: Data Mining, Inference, and Prediction. Springer. ISBN 978-0387848570.